# 連城訣 (2004年のテレビドラマ)
『連城訣』（れんじょうけつ、簡体字: 连城诀、拼音: Liánchéngjué）は、金庸の武俠小説『連城訣』を原作とし、2003年に制作・放映した中国のテレビドラマ。全33話。

## 概要
金庸の作品は今日まで数え切れないほどドラマ化されてきたが、この『連城訣』はそれまで映像化の機会が少なかった。その理由として、主人公が次から次へと残酷な罠にはまることや、心理的な描写が多く映像化が困難だったことが挙げられる。そこで、本作はドラマ化するにあたり、行間を補足するシーンをオリジナルで加え、話をわかりやすくしている。
主演は1980年代のジェット・リー、1990年代のチウ・マンチェク、ウー・ジンに続く、第3世代のカンフースター・ウー・ユエ（呉樾）。その他『少林寺』『笑傲江湖』のユー・チェンフイ（于承慧）、『天龍八部』・TV版『セブンソード』のジー・チュンホア（計春華）、CCTV版『西遊記』で孫悟空を演じた名優リュウシャオリントン（六小齢童）等が共演している。

## キャスト
後記は吹替声優
- 狄雲 - ウー・ユエ（呉樾）／小野塚貴志
- 戚芳 - ホー・メイティエン（何美鈿）／瀬那歩美
- 水笙 - スー・ツァン（舒暢）／松谷彼哉
- 血刀老祖 - ジー・チュンホア（計春華）／大橋佳野人
- 梅念笙 - ユー・チェンフイ（于承慧）／長克巳
- 万震山 - 杜志国
- 凌退思 - 王詩槐
- 花鉄幹 - リュウシャオリントン（六小齢童）／中博史
- 言達平 - 張立
- 丁典 - 王海地
- 凌霜華 - 高蓓蓓
- 呉坎 - 高蓓蓓
- 戚長発 - 于東江
- 陸天抒 - 樹倫
- 劉乘風 - 孟和
- 水岱 - 郭軍
- 汪嘯風 - 董洋洋

## スタッフ
- 原作：金庸『連城訣』
- 製作総指揮：マー・ヘーピン
- 総監督・企画：ワン・シンミン（王新民）
- 脚本：ホアン・ファン（黄放）
- 編集：ジャン・ジン
- 撮影：イェ・ツーウェイ（葉克偉）、穆守龍
- 美術：石文生、韓暁寒

## 日本での放映
- 2007年6月からチャンネルNECOにて放送（7話編集版、日本語吹き替え）
- 2008年1月からV☆パラダイスにて放送（7話編集版、日本語字幕）

## 日本語版ソフト
MAXAMよりDVD発売。2006年7月に編集版である５巻組の『連城訣』（日本語字幕・吹替収録）が、2009年8月に10巻組『連城訣 ノーカット完全版』（字幕のみ収録）が発売された。